# ناحیه ناپرویل (شهرستان دوپیج، ایلینوی)
ناحیه ناپرویل (به انگلیسی: Naperville Township) یک منطقهٔ مسکونی در ایالات متحده آمریکا است که در شهرستان دوپیج، ایلینوی واقع شده‌است. ناحیه ناپرویل ۲۱۷ متر بالاتر از سطح دریا واقع شده‌است.